# Telița (Tulcea)
Telița es una localidad rumana de la comuna de Frecăței, en el condado de Tulcea.

## Historia
Hacia finales del siglo XIX, la localidad, que ya por entonces pertenecía al condado de Tulcea, formaba parte de la antigua comuna homónima de Telița, de la que era capital, y tenía contabilizada una población de 523 habitantes, entre los que había rumanos, búlgaros y rusos.
En la segunda mitad del siglo XX había pasado a formar parte de la comuna de Frecăței. En el censo de 2021 la localidad tenía una población de 566 habitantes.